# فدراسیون جهانی بدن‌سازی و تناسب‌اندام
فدراسیون جهانی بدن‌سازی و تناسب‌اندام (به انگلیسی: International Federation of BodyBuilding and Fitness (IFBB)) با کوته‌نوشت آی‌اِف‌بی‌بی در سال ۱۹۴۶ میلادی توسط برادران بن و جو ویدر تأسیس شده‌است و بالاترین سطح از مسابقات بدن‌سازی در جهان را برگزار می‌کند. مستر المپیا که مهم‌ترین و معتبرترین مسابقه جهانی در رشته پرورش‌اندام است نیز تحت پوشش این فدراسیون قرار دارد. در سال ۲۰۱۵، سازمان یادشده از آی‌اف‌بی‌بی به دلیل عدم شفاف سازی مسائل مالی اخراج شد و با ریاست رافائل سانتونجا فعالیت خود را ادامه داد که متأسفانه با اعلام برائت و خارج شدن اکثر کشورهای بنام از این سازمان، می‌توان مشخص نمود که فعالیت این سازمان رو به افول است. همچنین قهرمانان حرفه ای در این سازمان مجوز حضور در مستر المپیا را ندارند.

## مسابقات آسیایی
از سال ۱۹۷۰ برای مردان و از سال ۱۹۸۴ برای زنان برگزار می شود. 